# Stăpânul inelelor
Stăpânul inelelor (în engleză: The Lord of the Rings) este un roman de fantezie înaltă scris de universitarul și filologul englez J. R. R. Tolkien. Acțiunea volumului prezent este o continuare a  Hobbitului. Cartea  a fost scrisă în anii 1937 - 1949, iar partea sa esențială a fost creată în timpul celui de-Al Doilea Război Mondial.  Lucrarea a fost publicată în trei volume în 1954 și 1955, această formă fiind cea mai populară. A fost retipărită de mai multe ori și tradusă în diferite limbi, devenind una dintre cele mai populare și influente lucrări ale literaturii secolului 20.
Acțiunea cărții Stăpânul inelelor se petrece într-o preistorie imaginară, cel de-al treilea Ev al Pământului de Mijloc. Ținuturile din Pământul de Mijloc sunt populate de oameni și de alte specii umanoide (hobbiți, pitici, elfi, gnomi și orci), precum și de multe alte creaturi reale sau imaginare. Narațiunea este focalizată pe Inelul Puterii făurit de Seniorul Întunecimii Sauron și variază de la descrierea atmosferei liniștite din Comitat până la desfășurarea Războiului Inelului, purtat în Pământul de Mijloc și văzut prin ochii personajelor sale, în special ai protagonistului Frodo Baggins. Acțiunea principală este urmată de șase anexe care oferă o multitudine de materiale contextuale istorice și lingvistice.
Volumul Stăpânul inelelor, la fel ca celelalte scrieri ale lui Tolkien, a fost supus unor analize cuprinzătoare privind temele literare și sursele. Deși Stăpânul inelelor este o lucrare amplă, acțiunea  este numai ultima fază a unei mitologii la care Tolkien a lucrat încă din 1917. Tolkien a fost influențat de  filologie, mitologie, industrializare și religie, precum și de scrierile sale timpurii și de  experiența sa din primul război mondial. La rândul său, Stăpânul Inelelor este considerat a avea un efect major asupra fantasticului modern, iar impactul lucrărilor lui Tolkien este atât de mare încât termenul „tolkienian“ a fost consemnat în Oxford English Dictionary.
Imensa și continua popularitate a Stăpânului inelelor a produs numeroase referințe în cultura populară și a dus la fondarea a numeroase organizații de către fanii lucrărilor lui Tolkien și la publicarea a numeroase cărți despre Tolkien și lucrările sale. Stăpânul inelelor a inspirat și continuă să inspire arta, muzica, industria filmului și televiziunea, jocurile video și literatura ulterioară. Adaptări ale Stăpânului Inelelor au fost realizate pentru radio, teatru și film. Producerea în 2001-2003 a aclamatei ecranizări a trilogiei Stăpânul inelelor a generat un nou val de interes față de Stăpânul inelelor și de celelalte lucrări ale lui Tolkien.

## Context
Fondul istoric al trilogiei Stăpânul inelelor se dezvăluie pe măsură ce acțiunea avansează și este elaborată în anexe și Silmarillion, publicate după moartea lui Tolkien. Povestea începe cu mii de ani înainte de povestea Inelului, într-o epocă numită Primul Ev, când elfii și oamenii purtau război împotriva lui Melkor-Morgoth, întâiul Senior al Întunecimii. La aceea vreme Sauron era cel mai puternic slujitor a lui Morgoth, și a jucat un rol important în multe dintre ticăloșiile și nenorocirile abătute de acesta. În cele din urmă, valarii (asemănători zeităților greco-romane și îngerilor din creștinism), însărcinați de Eru (unul dintre numele Domnului în mitologia lui Tolkien) să vegheze asupra lumii, intervin, iar Morgoth este înfrânt. 
Astfel începe o nouă epocă numită Al Doilea Ev. Oamenii care au luptat alături de elfi sunt răsplătiți de către valari: viața le este prelungită (deși rămân muritori) și primesc insula Númenor (inspirată de legendara Atlantida). În timp, acești oameni formează un regat prosper în Númenor și devin mari seniori, cărturari și marinari, semănănd mai degrabă cu elfii decât cu proprii lor semeni. Alți oameni continuă să locuiască în Pământul de Mijloc, unii fiind pașnici locuitori ai codrilor și rubedenii ale númenóreenilor, alții fiind oameni haini care s-au ticăloșit sub influența lui Morgoth. Dintre elfi, unii se urcă în corăbii și se întorc în Aman, ținutul nemuritorilor de peste mare și sălașul valarilor. Dar majoritatea rămân în Pământul de Mijloc, întemeiând regate și ținuturi frumoase precum Lindon și Lothlórien. Gnomii (piticii) prosperă de asemenea, scotocind străfundurile munților după pietre prețioase, adunând bogății și căpătând reputație de mari meșteșugari în prelucrarea metalului. Între elfii din orașul Eregion și gnomii din minele Moriei se leagă astfel o strânsă prietenie datorită apetitului comun pentru fierărie. Însă fel de fel de monștri continuie să colcăie, așteptând întoarcerea răului. Încetul cu încetul, Sauron, care se ascunsese după răsturnarea de la putere a lui Morgoth, înceapă să își ițească din nou capul și alege să își facă sălaș în ținutul Mordor, unde va ridica turnul Barad-dûr ca cetate-de-scaun. Considerând că valarii (inclusiv Morgoth) au eșuat, Sauron se închipuie un mântuitor (apropiindu-se de spiritul Antihristului biblic) și își propune să readucă, sau mai bine spus să impună, ordine în lume; în fapt, el nu este nimic mai mult decât un tiran care tânjește după puterea absolută (care aparține de drept lui Eru și regenților săi, adică valarii) și dorește să fie un rege-zeu. Astfel, Sauron devine moștenitorul vechiului său stăpân ca noul Senior al Întunecimii și strânge în slujba sa toate făpturile ticăloase din vremea lui Morgoth: orci (goblini), troli, vârcolaci, wargi etc. 
Luându-și o înfățișare chipeșă și numele de Annatar (însemnând "Seniorul Darurilor" în graiul quenyan), Sauron începe să umble pe la curțile elfilor, pretinzând că este un trimis al valarilor. Marele-rege Gil-galad din Lindon și sfetnicul său, Elrond Cel-pe-Jumătate-elf, refuză să îl primească, însă Sauron este bine venit printre fierarii din Eregion. Acolo îi îndeamnă pe elfi să i se alăture în strădania de a preschimba Pământul de Mijloc într-un loc la fel de frumos precum Valinorul (țara valarilor în Aman), manipulând dorința elfilor de a își proteja ținuturile muritoare de veștejirea adusă de trecerea timpului. În numele acestui scop, meșteșugarii din Eregion făuresc cot la cot cu Sauron mai multe inele magice, numite Inele ale Puterii. Mulțumit, Sauron se întoarce în Mordor, iar în absența lui, elfii mai fac Trei Inele: Nenya (Inelul Alb sau Inelul Apei), Vilya (Inelul Albastru sau Inelul Văzduhului) și Narya (Inelul Roșu sau Inelul Focului). În Mordor, în măruntaiele unui vulcan numit Orodruin (în graiul comun "Muntele Osândei"), Sauron făurește Inelul Suveran, un inel care avea puterile tuturor celelalte inele și prin care îi putea influența și în cele din urmă înrobi pe ceilalți purtători. În clipa când Sauron și-a pus acest Inel pe deget, elfii l-au recunoscut ca fiind Seniorul Întunecimii și, dându-și dat seama că vrea să devină stăpân peste ei, și-au scos inelele. Furios că elfii nu vor să i se închine sau să îi predea inelele, Sauron și-a strâns armiile și a pornit război împotriva lor, cucerind aproape întregul Pământ de Mijloc, peste care domnește timp de câteva sute de ani (cunoscuți ca Anii Negri). În perioada aceasta, Seniorul Întunecimii pune mâna pe câteva dintre Inelele Puterii pe care le împarte altor popoare, în speranța de a le prinde în mrejele sale: Șapte lorzilor gnomi și Nouă regilor oamenilor. În timp ce singurul efect al inelelor asupra gnomilor este acela de a le accentua lăcomia și nebunia după aur (tot în folosul lui Seniorului Întunecimii de cele mai multe ori), cei nouă purtători muritori sunt corupți, ajungând un fel de strigoi sau năluci: ei sunt Nazgûlii, Duhurile Inelelor, cei mai de temut slujitori ai lui Sauron. Plecându-și în cele din urmă urechea la rugămintea disperată a marelui-rege elf Gil-galad de a interveni, o mare oaste pornește din Númenor, iar hoardele din Mordor sunt înfrânte. Umilit și mânios, dar și tulburat de puterea crescândă a númenóreenilor, Sauron își plănuiește răzbunarea. 
Șansa se ivește când mândrul rege Ar-Pharazôn (Tar-Calion) din Númenor decide să pornească război împotriva lui Sauron, văzându-l ca pe un rival la titlul de cârmuitor al lumii. În loc să îl înfrunte, Sauron se predă lui Ar-Pharazôn și este dus înapoi în Númenor ca ostatic. Fiind însă peste măsură de șiret, Seniorul Întunecimii reușește să intre în grațiile regelui cu vorbe mieroase și sfaturi ce par înțelepte, până când ajunge din prizonier prietenul cel mai de încredere al regelui. În umbra lui Ar-Pharazôn, care este lacom și disperat să scape de moarte pentru a nu își pierde bogăția și puterea, Sauron reușește să otrăvească mințile númenóreenilor și îi convinge să pornească război împotriva valarilor; Sauron mințea, pretinzând că în Aman i-ar fi așteptat pe oameni oaza vieții veșnice, pe care chipurile valarii le-o refuzau. Consecința atacului asupra Amanului a fost distrugerea Númenorului printr-un cataclism iscat de Eru. Spiritul lui Sauron a reușit să scape mâniei Creatorului și s-a întors în Mordor. Distrugerii Númenorului au supraviețuit și câțiva númenoreeni, care s-au opus invaziei Amanului, conduși de Elendil și fiii săi, Isildur și Anárion. Sub cârmuirea lui Elendil, acești númenóreenilor exilați (numiți și dúnedaini) întemeiază în Pământul de Mijloc două regate: Arnor la miazănoapte, condus de Elendil însuși, și Gondor la miazăzi, unde coroana este împărțită între Isildur și fratele său. O sută de ani mai târziu, Sauron îi atacă pe dúnedaini și pornește un nou război pentru cucerirea lumii. În fața acestei amenințări, Elendil formează Ultima alianță dintre elfi și oameni împreună cu marele-rege elf Gil-galad și mărșăluiesc împreună spre Mordor, înfrângând armia lui Sauron și asediind turnul Barad-dûr. După șapte ani de asediu, în timpul căruia Anárion a fost ucis, Sauron însuși a iese pentru a se lupta împotriva liderilor Ultimei Alianțe. Gil-galad și Elendil cad răpuși de către Sauron, dar și trupul acestuia este slăbit de încleștare. În aceea clipăm Isildur taie degetul pe care se afla Inelul lui Sauron cu ajutorul frânturilor lui Narsil, sabia lui Elendil. Când acest lucru s-a întâmplat, trupul Seniorului Întunecimii a fost distrus, însă spiritul lui Sauron a rezistat și s-a ascuns în răsărit. Isildur a fost sfătuit să distrugă inelul, prin aruncarea lui în lava vulcanului de pe Muntele Osândei, unde a fost făurit, dar atras de frumusețea inelului, Isildur refuză și îl păstrează ca dezdăunare pentru pierderea fratelui său Anárion și a tatălui său Elendil, ambii fiind uciși de către Sauron.
Astfel a început Cel de Al Treilea Ev al Pământului de Mijloc. Doi ani mai târziu, Isildur și soldații săi au fost prinși într-o ambuscadă a orcilor în timp ce mărșăluiau pe Câmpiile Vesele. Isildur a scăpat punându-și Inelul pe deget - care îl făcea pe purtător invizibil - dar Inelul l-a trădat, alunecând de pe degetul său când acesta înota în Marele Râu Anduin. După pierderea inelului, Isildur a fost văzut de către orci și apoi omorât, iar Inelul a fost uitat pentru două milenii pe fundul râului.
Inelul a fost găsit din întâmplare de către hobbitul Déagol. Prietenul său, Sméagol, l-a ucis pentru a obține inelul. Fiind renegat de către cunoscuți, Sméagol s-a ascuns în Munții Cețoși unde, fiind corupt de către puterea Inelului a devenit o creatură slabă, pe nume Gollum. Mult mai târziu, după cum este relatat în Hobbitul, un alt hobbit pe nume Bilbo Baggins, găsește inelul în peștera în care locuia Gollum și îl ia acasă la Fundătura, neștiind că este ceva mai mult decât un inel magic, cu care se putea face invizibil.

## Rezumat

### Frăția Inelului
Cele trei volume ale trilogiei Stăpânul Inelelor sunt divizate fiecare în două cărți mai mici, formând  șase cărți în total. Cartea I din Frăția inelului începe în Comitat, avându-l ca personaj principal pe Bilbo, care își serbează cea de-a 111-a aniversare, aproximativ cu șaizeci de ani după terminarea Hobbitului. Acesta dispare folosind inelul său magic. Începând o nouă aventură, Bilbo îi încredințează multe dintre bunurile sale, incluzând inelul, nepotului și moștenitorului său adoptiv Frodo Baggins. După 17 ani de investigații, bunul său prieten Gandalf cel Sur confirmă că acest inel este de fapt Inelul, instrumentul puterii lui Sauron, pe care Lordul Întunecat l-a căutat de-a lungul celui de-al Treilea Ev, și care a corupt multe persoane în dorința sa de a ajunge la stăpânul său. Ceea ce nu știe Gandalf este că Gollum a călătorit în Mordor, unde a fost capturat și puținele informații pe care le avea despre Inel le-a divulgat prin tortură.
«Sauron» își trimite cei mai de temut supuși ai săi, Nazgûlii deghizați în călăreți negri, pentru a căuta Inelul în Comitat. Frodo, purtătorul inelului, scapă cu ajutorul grădinarului său loial Samwise Gamgee și a trei prieteni apropiați Meriadoc „Merry“ Brandybuck, Peregrin „Pippin“ Took și Fredegar „Fatty“ Bolger. În timp ce Fatty acționează drept momeală pentru Călăreții Negri, Frodo și ceilalți decid să ducă Inelul la elfii din Vâlceaua Despicată. Ei sunt ajutați de către Tom Bombadil și un bărbat numit „Pas Mare“, care mai târziu se dovedește a fi Aragorn, moștenitorul tronului din Gondor și Arnor, două regate create de către númenoreenii exilați. Aragorn îi conduce pe hobbiți la Vâlceaua Despicată, la cererea lui Gandalf. Între timp, Frodo este grav rănit de către Călăreții Negri, când se aflau pe dealul supranumit Țancul Vremii. Cu ajutorul lordului elf Glorfindel, Frodo reușește să ajungă la Vâlceaua Despicată, trecând râul Bruinen. Călăreții Negri sunt alungați cu ajutorul unei vrăji de creștere a debitului râului, făcută de către lordul Elrond. Cartea I se termină avându-l pe Frodo inconștient.
Cartea a II-a îl surprinde pe Frodo revenindu-și după rana făcută de către Nazgûli, sub stricta grijă a lui Elrond, conducătorul Vâlcelei Despicate. Frodo îl reîntâlnește aici pe Bilbo, care trăiește retras și o vede pe Arwen, fiica lui Elrond. Mai târziu, o mare parte din expozițiunea poveștii este redată de-a lungul unui mare consiliu, găzduit de către Elrond și la care participă reprezentanții marilor seminții din Pământul de Mijloc (elfi, gnomi și oameni). Gandalf menționează posibila amenințare a lui Saruman, liderul Ordinului Vrăjitorilor, care i s-a aliat Lordului Întunecat Sauron (pe care îl va trăda în curând pentru a obține el însuși Inelul). Pentru a împlini o veche profeție referitoare la reîntoarcerea regelui Gondorului și Arnorului, Aragorn urmează să pornească un război împotriva lui Sauron, fiind înarmat cu Narsil, sabia distrusă a lui Elendil. Bucățile distruse ale sabiei au fost ținute în secret la Vâlceaua Despicată de-a lungul anilor pentru a fi restaurată acum sub numele de Andúril. Consiliul decide că singura posibilitate de a salva Pământul de Mijloc este aceea de a distruge inelul, prin aruncarea lui în lava Muntelui Osândei, loc în care a fost creat inelul. Frodo se oferă voluntar pentru această misiune, iar Frăția inelului este formată pentru a-l proteja, fiind compusă din cei trei semeni hobbiți, Gandalf, Aragorn, Boromir din Gondor, Gimli piticul și Legolas elful. Aceștia, împreună cu Frodo, sunt cei nouă membri care au pornit împotriva lui Sauron.
Echipa călătorește de-a lungul câmpiilor și munților și hotărăște să se avânte în Minele Moriei, din cauza vrăjilor cu care Saruman controlează natura împotriva lor. Ei sunt urmăriți de către Gollum, care a fost eliberat de către Sauron, fiind disperat să își redobândească inelul pe care îl numește Neprețuitul. Când compania ajunge în mijlocul galeriilor din Moria, este atacată de către orci. Gandalf trebuie să se lupte cu un Balrog, un demon din timpuri străvechi și cade împreună cu acesta într-o prăpastie adâncă, creând astfel iluzia morții sale. Scăpând din Moria, Frăția, condusă acum de către Aragorn, se refugiază în regatul elfilor, Lothlórien, casa Doamnei Galadriel și a Lordului Celeborn. Frăția călătorește apoi de-a lungul râului Anduin, iar Frodo decide să continue călătoria pe cont propriu, din pricina influenței negative pe care o are inelul asupra lui Boromir. La finalul Cărții a II-a, Frodo alături de Sam încep să călătorească pe drumul spre Mordor.

### Cele două turnuri
Cel de-al doilea volum, Cele două turnuri, este împărțit în două povești paralele, câte una în fiecare carte. Cartea a II-a detaliază aventurile membrilor Frăției rămași în viață, care ajută regatul numit Rohan în lupta sa împotriva vrăjitorului Saruman. În începutul cărții, Frăția este atacată de către orci (unii aflați în slujba Lordului Întunecat Sauron și alții în slujba trădătorului Saruman), în luptă fiind ucis Boromir, iar Merry și Pippin sunt răpiți de către orci (cu ordine de la stăpânii lor să îi audcă pe hobbiți vii). Aragorn, Legolas și Gimli pornesc în căutarea hobbiților. Cei trei îl întâlnesc pe Gandalf, care s-a reîntors sub numele de Gandalf cel Alb. El a învins Balrogul cu prețul vieții sale, dar s-a întors pe Pământul de Mijloc din cauză că misiunea sa nu a fost îndeplinită încă. Cei patru ajută regatul Rohan sa învingă trupele lui Saruman, în lupta de la Cetatea Cornului. În acest timp, Merry și Pippin, eliberați din captivitate, îi ajută pe enți, făpturi asemănătoare copacilor dar care posedă abilități motorii, să distrugă fortăreața lui Saruman, Isengard. Cele două grupuri se întâlnesc după ce ambele lupte se încheie. Saruman refuză să renunțe la ideile sale nebunești și este izgonit de către Gandalf din Ordinul Vrăjitorilor, luându-i o mare parte din puterea magică.
Cartea a IV-a descrie călătoria lui Frodo și Sam spre Muntele Osândei. Aceștia reușesc să îl captureze pe Gollum și să îl convingă să îi conducă pe drumul spre Poarta Neagră, realizând după aceea că este impenetrabilă. Gollum le sugerează apoi un drum secret către Mordor, prin înfricoșătoarea vale Minas Morgul. În timp ce călătoresc prin această zonă, ei sunt capturați de către o mică armată a Gondorului, condusă de către fratele lui Boromir, Faramir, dar ei îl conving pe acesta că inelul trebuie să fie distrus cu orice preț. La finalul volumului, Gollum îl trădează pe Frodo și îl conduce la Shelob, un păianjen uriaș, sperând că odată ce acesta se va ospăta din hobbit el va putea lua inelul. Shelob îl înțeapă pe Frodo și îl paralizează, dar Sam se luptă cu păianjenul și îl învinge. Frodo este luat de către orci și dus în fortăreața Cirith Ungol. Sam crede că stăpânul său este mort și ia povara inelului asupra sa. El realizează mai târziu că adevăratul purtător trăiește și începe astfel o urmărire pentru a-i salva viața lui Frodo. În tot acest timp Sauron pornește războiul împotriva Gondorului, trimițând o armată numeroasă condusă de către liderul Nazgûlilor în lupta contra Gondorului.

### Întoarcerea regelui
Cel de-al treilea volum, Întoarcerea regelui începe cu Gandalf care ajunge la cetatea Minas Tirith, din Gondor, împreună cu Pippin, pentru a avertiza orașul în legătură cu atacul iminent ce urmează să fie lansat de către Sauron. Merry se alătură armatei din Rohan, în timp ce componenții Frăției (Legolas și Gimli), conduși de către Aragorn se avântă pe Cărările Morții având speranța că pot găsi o armată formată din sufletele morților care îi vor ajuta împotriva corsarilor din Umbar. Gandalf, Aragorn și ceilalți membri ai Frăției asistă astfel la marele război lansat de către Sauron împotriva regatului Gondor. Cu ajutorul călăreților din Rohan și a asaltului lui Aragorn dinspre râu, procente semnificative din armata lui Sauron au fost înfrânte, iar cetatea Minas Tirith a câștigat lupta. Totuși, Sauron dispunea încă de mii de supuși, iar personajele principale sunt nevoite să înceapă o luptă pentru totul sau nimic, lângă Poarta Neagră a Mordorului. Planul acestora este să îi distragă atenția lui Sauron, pentru a-i da lui Frodo suficient timp pentru a distruge inelul.
În cartea a VI-a, Sam îl salvează pe Frodo din captivitate. Cei doi își croiesc cu greu drum prin Mordor și după un drum dificil ajung la Muntele Osândei (fiind urmăriți îndeaproape de către Gollum). De asemenea, tentația inelului se dovedește a fi prea puternică pentru Frodo, în final acesta hotărând să păstreze inelul pentru el. În timp ce Nazgûlii zboară cu mare viteză spre Muntele Osândei, Gollum îl atacă pe Frodo, în speranța că poate obține „Prețiosul“. Acesta îl mușcă pe Frodo de degetul pe care poartă inelul și reușește să îl ia. Înnebunit de bucurie, Gollum se dezechilibrează și cade în lava încinsă a vulcanului, distrugând neintenționat inelul. O dată cu distrugerea acestuia, armata lui Sauron este împrăștiată, Nazgûlii se dezintegrează, iar armata lui Aragorn devine victorioasă.
Astfel, Sauron este distrus pentru totdeauna, iar regatul acestuia își găsește sfârșitul. Aragorn este încoronat drept rege al Gondorului și se căsătorește cu Arwen, fata lui Elrond. Totuși, conflictele nu s-a încheiat, deoarece Saruman reușește să scape din captivitate și să aducă, cu ajutorul unor bandiți și oameni-orci, Comitatul sub conducerea sa. În final, hobbiții reușesc să îl înlăture pe acesta și să readucă frumusețea și pacea acelor zone. La sfârșit, Frodo rămâne rănit în suflet și corp și, fiind acompaniat de către Bilbo, călătorește peste mări spre Tărâmurile Nemuririi, unde își găsește pacea.
Anexele romanului conțin detalii referitoare la istoria Pământului de Mijloc și semințiile care populează aceste locuri. Arwen este un personaj absent fizic din multe părți ale romanului, povestea sa fiind narată complet în anexe (trecutul și viitorul său alături de Aragorn).
Conform cronologiei lui Tolkien, evenimentele descrise în poveste se încadrează între anunțul făcut de către Bilbo la sărbătorirea vârstei sale (111) pe data de 22 septembrie 3001 și reîntoarcerea lui Sam la Fundătura pe data de 6 octombrie 3021. Majoritatea evenimentelor se desfășoară de-a lungul anilor 3018 și 3019, prezentându-l pe Frodo care pleacă de la Fundătura pe 23 septembrie 3018 și distrugerea inelului, șase luni mai târziu, pe 25 martie 3019.

## Concepție și creație

### Scriere
Stăpânul inelelor a fost conceput sub statutul de continuare a Hobbitului, o poveste fantastică publicată în 1937, scrisă de către Tolkien pentru copiii săi. Din cauza popularității dobândite de către această poveste Tolkien a fost contactat de către edituri pentru a scrie mai multe povești despre hobbiți și goblini. Astfel, la vârsta de 45 de ani, Tolkien a început să scrie la ceea ce urma să devină Stăpânul inelelor. În anul 1949 Tolkien a terminat scrierea cărții, dar cartea a fost publicată de abia în 1955, când Tolkien avea 63 de ani.
Inițial Tolkien nu a intenționat să scrie o continuare pentru Hobbitul și a început să scrie povești pentru copii, precum Roverandom. Munca sa constă în crearea unei lumi numite Arda, unde trăiesc o mare varietate de popoare fantastice, iar el povestește istoria acestora. Multe dintre aceste povești l-au inspirat pe narator în cadrul producerii Stăpânului inelelor. Tolkien a murit înainte de a termina romanul ca fost considerat de multi munca sa de suflet, numit în prezent The Silmarillion, dar fiul său Christopher Tolkien a reușit să editeze munca tatălui său și a publicat romanul în anul 1977. Câțiva editori au menționat că Silmarillion este adevărata muncă a lui Tolkien, deoarece aceasta a ocupat o mare parte din viața sa, prin crearea unei lumi complexe, cu propria cultura, istorie si a mare varietate de limbi imaginate de autor. Stăpânul inelelor este ultima creație a lui Tolkien și ultima amprentă lăsată asupra universului creat de către el.

Fiind presat de către editori, Tolkien a început un nou Hobbit în luna decembrie a anului 1937. După câteva începuturi false, povestea inelului a prins viață și a devenit o continuare a romanului  nepublicat The Silmarillion. Ideea primului capitol („O petrecere mult așteptată“) a fost concepută, iar motivele din spatele dispariției lui Bilbo, semnificația inelului și titlul de Stăpânul inelelor nu au fost publicate până în primăvara anului 1938. Inițial Tolkien a plănuit să scrie o poveste în care Bilbo dorea să călătorească, pentru a-și mări averea inițială; totuși el și-a reamintit de inel și de puterile sale și a decis să scrie actuala poveste. Tolkien a început cu Bilbo ca și personaj principal, dar s-a răzgândit, deoarece un hobbit amuzant și petrecăreț nu ar fi fost potrivit pentru o astfel de poveste. Astfel Tolkien a căutat un nou personaj principal care să ducă povara inelului și a ajuns la membrii familiei lui Bilbo. Inițial scriitorul a vrut să dea viață unui fiu, dar s-a răzgândit deoarece această soluție ar fi generat o serie de întrebări precum  cine este soția sa sau de ce l-ar fi lăsat Bilbo pe fiul său se aventureze în călătorii periculoase. În legendele grecești există un erou care a primit artefacte ale puterii, lucru care i-a dat viață lui Frodo, purtătorul inelului. (Tehnic Tolkien l-a făcut pe Frodo vărul de grad secund al lui Bilbo, dar din cauza diferenței de vârstă dintre cei doi, ei se consideră unchi și nepot.)
Scrierea romanului a decurs foarte încet, din cauza perfecționismului lui Tolkien, care a fost întrerupt frecvent de către îndatoririle academice. Conform surselor se pare că Tolkien a abandonat romanul de-a lungul anului 1943. De-a lungul celui de-al doilea război mondial, Tolkien a făcut eforturi uriașe pentru a finaliza cartea. El a terminat-o în anul 1948, dar nu a mai revizuit-o până în 1949.
Între timp a intervenit o dispută cu editura, Tolkien preferând să publice alături de Stăpânul inelelor și Silmarillion, dar editura Allen & Unwin nu a vrut acest lucru. Tolkien a forțat o colaborare cu Collins, Milton Waldman, dar în cele din urmă cartea a fost publicată sub numele Allen and Unwin.
După succesul obținut de către trilogia Stăpânul inelelor, Tolkien a luat în considerare scrierea unui nou roman, care ar fi trebuit să continue povestea precedentului. În acesta populația Gondorului se convertesc la culte întunecate și se întorc împotriva fiului lui Aragorn, Eldarion. Totuși Tolkien nu a ajuns niciodată prea departe la scrierea cărții, iar unele părți au fost anexate volumului "Peoples of Middle-Earth" din seria "The Histories of Middle-Earth". Instantaneu, Tolkien s-a reîntors la revizuirea poveștii Silmarillion, dar a murit înainte de a termina acest proiect, iar cartea a fost publicată post-mortem de către fiul său, Christopher Tolkien în 1977.

### Publicare
Pentru publicarea trilogiei, din cauza crizei de hârtie de după război, și pentru a menține prețul scăzut, cartea a fost divizată în trei volume: Frăția inelului (cărțile I și II) Cele Două Turnuri (cărțile III și IV) și Întoarcerea Regelui (cărțile V și VI plus șase anexe). Amânarea producerii anexelor, hărților a condus la amânarea dății inițiale a publicării. Astfel pe 21 iulie 1954, 11 noiembrie 1954 și pe 20 octombrie 1955 respectiv au fost lansate în Regatul Unit, și apoi în Statele Unite. Lansarea cărții Întoarcerea Regelui a fost amânată cel mai mult, iar Tolkien nu a fost încântat de către titlul dat, deoarece acesta dezvăluia prea mult din povestea romanului. Inițial scriitorul a propus titlul Războiul inelului, dar a fost refuzat de către editori.
Cărțile au fost publicate conform unei înțelegeri de împărțire a profitului în care Tolkien nu primea niciun avans sau onorariu până când investiția nu era recuperată. Un index al întregului set de trei volume publicat la sfârșitul volumului al treilea a fost promis în primul volum. Totuși, acesta s-a dovedit impracticabil de realizat într-un interval de timp rezonabil. Mai târziu, în 1966, patru anexe, care nu erau scrise de Tolkien, a fost adăugate Întoarcerii regelui. Din cauza distribuției largi a setului de trei volume, se face adeseori referire la lucrare drept „trilogia“ Stăpânul inelelor. Într-o scrisoare adresată poetului W. H. Auden (faimos pentru revizuirea volumului final în 1956), Tolkien însuși s-a folosit de termenul „trilogie“ pentru lucrarea sa, deși alteori o considera drept o denumire improprie, deoarece opera era scrisă și concepută ca o singură carte. Este de asemenea adeseori considerată și roman; cu toate acestea, Tolkien a obiectat și împotriva acestei denumiri, deoarece o privea mai degrabă drept un roman de aventuri.
Un set britanic de șapte volume (ISBN 0-261-10387-3) a urmat diviziunea originală în șase cărți a lui Tolkien în 1999, cu anexele de la sfârșitul Întoarcerii regelui legate drept un volum separat. Numele individuale ale cărților a fost stabilite conform unei combinații de sugestii pe care Tolkien le făcuse în timpul vieții și titlurilor volumelor existente. De la Cartea I până la Cartea a VI-a, aceste titluri erau Inelul pornește la drum, Inelul merge spre miazăzi, Trădarea Isengardului, Inelul merge spre est, Războiul inelului și Sfârșitul celui de-al treilea Ev  Arhivat în 5 decembrie 2007, la Wayback Machine.. Titlurile Trădarea Isengardului, Războiul inelului și Sfârșitul celui de-al treilea Ev au fost de asemenea utilizate drept titluri de volume de către Christopher Tolkien în Istoria Stăpânului inelelor.

### Cronologia publicării
Cele trei părți publicate pentru prima dată cu un decalaj de câteva luni, în 1954 și 1955 de către editura Allen & Unwin. De atunci au fost republicate de mai multe ori și de mai multe edituri în seturi de câte unul, trei, șase sau chiar șapte volume. Cele mai comune versiuni actuale sunt ISBN 0-618-34399-7 (un volum) și ISBN 0-618-34624-4 (set de trei volume). La începutul anilor 1960, Donald A. Wollheim, editor de cărți științifico-fantastice al editurii Ace Books, a emis teoria că Stăpânul inelelor nu era protejat în Statele Unite de către legea americană a drepturilor de autor, deoarece ediția americană fusese legată din pagini tipărite în Marea Britanie, cu intenția originală fiind ca acestea să fie tipărite în ediția britanică. Ace Books a inițiat publicarea unei ediții, neautorizată de către Tolkien și fără ca drepturile de autor să îi fie plătite. Tolkien a luat atitudine față de aceasta, anunțându-și rapid fanii în privința acestei obiecții. Presiunea exercitată din partea organizațiilor de fani a devenit atât de mare, încât Ace Books și-a retras ediția și a plătit drepturile de autor ale lui Tolkien, însă cu mult sub ce ar fi trebuit să primească în cazul unei publicații obișnuite. Totuși, acest început nefericit a fost umbrit atunci când o ediție autorizată publicată de Ballantine Books a avut un uriaș succes comercial. Pe la mijlocul anilor 1960 romanul, din cauza largii expuneri în fața publicului american, devenise un adevărat fenomen cultural. Tot în această perioadă Tolkien a început revizii variate ale textului pentru a produce o versiune a cărții care să aibă drepturi americane de autor de netăgăduit. Aceasta va deveni mai târziu A doua ediție a Stăpânului inelelor. Ani mai târziu teoria drepturilor de autor avansată de către Ace Books a fost repudiată iar ediția lor a fost găsită că violase drepturile de autor ale lui Tolkien conform legii americane.
De la tipăririle originale din anii 1950 și 1960, au apărut multe ediții diferite ale Stăpânului inelelor. În anii 1990 (parte din cauza anticipării viitoarei ecranizări a trilogiei Stăpânul inelelor) mai multe noi ediții au fost publicate, inclusiv o ediție de trei volume cartonate de la editura Houghton-Mifflin, prezentând ilustrații color realizate de către Alan Lee. În 2004 o nouă ediție a fost publicată pentru a celebra a 15-a aniversare a publicației originale a cărții.
Romanul a fost tradus, cu grade variate de succes, în zeci de alte limbi. Tolkien, un expert în filologie, a examinat multe din aceste traduceri și a avut comentarii asupra fiecăreia, care reflectă atât procesul traducerii, cât și munca sa. Pentru a ajuta traducătorii, Tolkien a scris Ghidul numelor din Stăpânul inelelor. Deoarece se dorește a fi o traducere a Cărții Roșii a Marșului Vestic, traducătorii au un grad neobișnuit de libertate în privința traducerii Stăpânului inelelor și în contrast cu practica modernă, numele intenționate a avea un înțeles particular în versiunea engleză sunt traduse pentru a oferi un înțeles asemănător limba respectivă. În germană, de exemplu, numele „Baggins“ devine „Beutlin“ (conținând cuvântul Beutel care înseamnă „sac“) iar „elf“ devine „Elb“ (Elb nu prezintă conotațiile sau interpretările greșite ale echivalentului său englez și din acest motiv este o variantă mai potrivită pentru creația lui Tolkien).

### Influențe
Stăpânul inelelor este materializarea explorării intereselor lui Tolkien: filologie, religie (în special catolicismul roman), basme, mitologia Scandinavă, dar romanul este puternic influențat și de către evenimentele Primului Război Mondial. Tolkien a creat o lume fictivă extrem de complexă (Eä), în care Stăpânul inelelor este plasat, multe dintre componentele acestei lumi, conform propriilor mărturisiri fiind inspirate de către alte surse.
Tolkien a descris romanul Stăpânul inelelor, prietenului său, membru al Ordinului iezuit Robert Murray ca o „lucrare fundamental religioasă și Catolică, de care nu a fost conștient la început, lucru observat după revizuire“. În cadrul romanului pot fi găsite multe teme teologice care includ războaie între bine și rău, triumful umilinței asupra mândriei și activitatea zeilor. În plus legenda conține teme precum moartea și imortalitatea, mila și binecuvântarea, învierea, salvarea,  pocăința, propriul sacrificiu, dreptatea, propria credință, frăția, autoritatea și vindecarea. De asemenea, Tolkien a declarat că de-a lungul scrierii romanului, în momentele în care Frodo trebuia să lupte împotriva puterii inelului, în mintea sa era prezent deseori versul „Și nu ne duce pe noi în ispită, Ci ne izbăvește de cel rău“ din rugăciunea Tatăl Nostru.
Motive non-creștine sunt puternic reprezentate de-a lungul romanului. Unul dintre exemple ar fi Ainur, un regat al ființelor angelice, responsabile pentru conceperea lumii, încluzându-l pe Valar, cel mai mare dintre „zei“ împuternicit cu sarcina de a menține echilibrul și servitorii săi maiarii. Conceptul de Valar implică influențe mitologice scandinave și grecești, de asemenea Ainur și lumea în sine sunt creații ale unui zeu monoteist - Ilúvatar or Eru, „Unicul“. Religia menționată în Stăpânul inelelor este descrisă pe larg în romanul Silmarillion. Totuși rămân multe lucruri neclarificate precum „Marele Dușman“, maestru al lui Sauron. Alte elemente necreștine apar în roman precum neumanii (piticii, elfii, hobbiții și enții), un „Om Verde“ (Tom Bombadil) și spirite sau stafii (Oamenii morți din Dunharrow).
Mitologiile nord Europene sunt probabil cel mai bine reprezentate de-a lungul romanului. Elfii și gnomii creați de către el sunt bazați puternic pe legende scandinave și germanice. Numele precum „Gandalf“, „Gimli“ sau „Middle-earth “ (termenul în engleză pentru „Pământul de Mijloc“) sunt cuvinte derivate direct din mitologia nordică. Personajul Gandalf este influențat în mod special de către zeitatea germanică Odin, Tolkien însuși menționând într-o scrisoare din anul 1946 că și-l imaginează pe Gandalf ca pe un vrăjitor Odinic.
Influențe specifice ale mitologiilor Europene includ poemul anglo-saxon Beowulf. Este posibil ca Tolkien să fi împrumutat elemente ale legendei Völsunga saga, în mod special Inelul magic de aur și sabia rupă care este refăurită. În Völsunga saga aceste lucruri sunt Andvarinaut și Gram, ele corespund cu inelul și Narsil/Andúril. Mitologia finlandeză și multe alte elemente din cartea de poeme Kalevala au jucat un rol important asupra creării Pământului de Mijloc. În manieră asemănătoare cu Stăpânul inelelor, Kalevala este centrată asupra unui artefact magic, numit Sampo, care îi aduce avere purtătorului său, dar nu îi dezvăluie niciodată natura acestuia. Precum Sampo, Inelul este disputat de către forțele binelui și ale răului pentru ca în final să fie distrus pentru „binele majorității“. O altă paralelă între cele două cărți este vrăjitorul, Gandalf împrumută unele din acțiunile lui Väinämöinen (vrăjitorul din Kalevala). Ambii luptă alături de forțele binelui și în finalul romanului pleacă spre o lume a nemuririi. Tolkien s-a inspirat din limba finlandeză când a creat limba elfă Quenya.
De asemenea este clar că inelul are o aplicabilitate largă privind conceptul de putere absolută și efectele sale, iar accentuează ideea că oricine încearcă să obțină putere de pe seama sa va fi inevitabil corupt de către el. Conceptul de „inel al puterii“ este prezent și în dialogul Socratic al lui Plato - Republica, în Cercul inelului - Richard Wagner și în povestea Inelul lui Gyges.
Piesa Macbeth, scrisă de către Shakespeare l-a influențat pe Tolkien într-o oarecare măsură. Atacul Enților asupra cetății Isengard a fost inspirat de către „Pădurea Birnam venind spre Dunsinane“ în piesa lui Shakespeare.
La un nivel mult mai personal, unele locații și personaje au fost inspirate de către copilăria lui Tolkien din Sarehole și Birmingham. Comitatul pare a fi influențat în mare parte de către Colegiul Stonyhurst din Lancashire, unde Tolkien a studiat în anii 1940. Stăpânul Inelelor a fost inspirat crucial de către participarea lui Tolkien la Primul Război Mondial și a fiului acestuia la Cel De-Al Doilea Război Mondial. Acțiunea centrală a cărților este plasată în jurul unui război dintre bine și rău, în pragul unui nou mileniu. Acest război poate fi întâlnit în mitologia scandinavă, dar Primul Război Mondial este o influență clară asupra romanului.
După publicarea romanului Stăpânul inelelor, aceste influențe au condus la speculația că inelul este o alegorie pentru bomba nucleară. Totuși, Tolkien a insistat că munca sa nu este o alegorie de niciun fel. El a declarat în prefața Stăpânului inelelor că niciodată nu i-au plăcut alegoriile, care credea el că impun dominația autorului asupra cititorului. În schimb el a preferat termenul de aplicabilitate, libera opinie a cititorului de a interpreta munca sa (a lui Tolkien) în lumina propriei vieți și timpuri. Tolkien a scris o mare parte a cărții, incluzând începutul și finalul, înainte ca bombele nucleare de la Hiroshima și Nagasaki să fie făcute cunoscute lumii.
Totuși, romanul are și o serie de influențe moderne. Există o disperare în fața noilor mașinării, simțite chiar de către Tolkien în timpul Primului Război Mondial. Unii susțin că în cadrul romanului există dovezi clare care dovedesc că povestea este puternic influențată de către problemele contemporane cum ar fi industrializarea și urbanizarea din locurile pitorești engleze. Dezvoltarea masivă a unei generații de orci are de asemenea rezonanțe moderne, iar efectele inelului asupra purtătorului aduc indirect în discuție dependența actuală a drogurilor, Tolkien aducând astfel romanul la un nivel modern.

### Abrevieri
Numele întregii lucrări este adeseori abreviat LotR, sau pur și simplu LR (Tolkien însuși folosea LR), iar cele trei volume FR, sau FotR (engleză: The Fellowship of the Ring - Frăția inelului), TT sau TTT (The Two Towers - Cele două turnuri) și RK sau RotK (The Return of the King - Întoarcerea regelui).
| Abrevieri             |                            |                |                        |                   |                 |                   |                     |
| Engleză               | Engleză                    | Engleză        | Engleză                | Română            | Română          | Română            | Română              |
| The Lord of the Rings | The Fellowship of the Ring | The Two Towers | The Return of the King | Stăpânul Inelelor | Frăția Inelului | Cele Două Turnuri | Întoarcerea Regelui |
| LotR                  | FotR                       | TTT            | RotK                   | SI                | FI              | cDT               | ÎR                  |
| LOTR                  | FOTR                       | TT             | ROTK                   | -                 | -               | CDT               | -                   |
| LR                    | FR                         | -              | RK                     | -                 | -               | -                 | -                   |

## Aprecieri critice
Lucrarea lui Tolkien a primit numeroase critici, variind de la teribilă la excelentă. Revizuirile recente ale variatelor publicații media au fost, în majoritate, foarte pozitive. La revizuirea sa originală, Sunday Telegraph a notat că era „printre cele mai mari lucrări de ficțiune imaginativă ale secolului douăzeci“. Sunday Times a părut să fie de acord cu aceste sentimente, atunci când în revizuirea sa era menționat că „lumea vorbitoare de limbă engleză este împărțită în cei care au citit Stăpânul inelelor și Hobbitul și cei care urmează să o facă“. New York Herald Tribune a părut de asemenea să aibă o idee despre cât de populare vor deveni cărțile, scriind în revizuirea sa că erau „predestinate să depășească generația noastră“.
Totuși, nu toate revizuirile originale au fost atât de încurajatoare. Cronicarul de la New York Times Judith Shulevitz a criticat „pedanteria“ stilului literar al lui Tolkien, spunând că acesta „a formulat o credință imaginară față de importanța misiunii sale, aceea de conservator literar, care se pare a fi în realitate moartea literaturii însăși“. Criticul Richard Jenkyns, scriind în The New Republic, a criticat lipsă percepută a capitolului psihologic. Atât personajele, cât și lucrarea însăși sunt, potrivit lui Jenkyns, „anemice și lipsite de conținut“. Chiar și în interiorul grupului literar al lui Tolkien, The Inklings, părerile au fost amestecate. Hugo Dyson s-a plâns cu voce tare față de ce a citit, iar Christopher Tolkien l-a înregistrat pe Dyson „stând pe canapea, și tolănindu-se și strigând și spunând, «Doamne, gata cu elfii»“. Cu toate acestea, alt Inkling, C.S. Lewis, avea sentimente foarte diferite, scriind că „aici sunt frumuseți care pătrund precum săbiile sau ard precum fierul rece. Aici este o carte care vă va mișca sufletul“. În ciuda acestor revizuiri și a lipsei de exemplare până în anii 1960, Stăpânul inelelor s-a vândut bine inițial în varianta cu coperți cartonate.
Câțiva alți autori din domeniu, cu toate acestea, au părut să fie mai mult de acord cu Dyson decât cu Lewis. Autorul de științifico-fantastic David Brin a criticat cartea pentru ceea ce el a perceput a fi un devotament incontestabil față de o structură tradițională socială elitistă, descrierea sa pozitivă a măcelului dintre forțele oponente și romantica sa viziune asupra lumii din trecut. Michael Moorcock, un alt faimos autor de științifico-fantastic și fantastic, este de asemenea critic față de Stăpânul inelelor. În eseul său, „Epic Pooh“, egalează lucrarea lui Tolkien cu Winnie-the-Pooh și o critică împreună cu alte lucrări similare din cauza punctului de vedere închipuit al unei Anglii fericite. Dintr-o întâmplare, Moorcock i-a întâlnit atât pe Tolkien, cât și pe Lewis când era adolescent și susține că i-a plăcut personal, deși nu îi admiră și pe plan artistic.
În 1957, i s-a acordat International Fantasy Award. În ciuda numeroșilor sceptici, publicațiile editurilor Ace Books și Ballantine au ajutat Stăpânul inelelor să devină imens de popular în anii 1960. Cartea a rămas astfel de atunci, plasând-o printre cele mai populare lucrări de ficțiune ale secolului douăzeci, conform atât vânzărilor, cât și opiniilor cititorilor. În sondajul din 2003 „Big Read“ organizat de BBC, Stăpânul inelelor a fost găsit a fi „cea mai iubită carte a națiunii“. În sondaje asemănătoare din 2004, atât Germania, cât și Australia, au considerat Stăpânul inelelor a fi cartea lor favorită. Într-un sondaj din 1999 organizat pentru clienții Amazon.com, Stăpânul inelelor a fost judecat a fi „cartea lor favorită a mileniului“.
Câteva analize recente s-au concentrat pe criticile față de Stăpânul inelelor adresate din partea grupurilor minoritare. O critică susține faptul că lucrarea promovează rasismul din cauza portretizării oamenilor, elfilor, gnomilor și hobbiților de culoare albă drept protagoniști și a orcilor și oamenilor de culoare închisă a pielii drept antagoniști. Cartea menționează de asemenea că númenóreeni au devenit slabi atunci când s-au amestecat cu 'cei mai puțin oameni'. Criticile afirmă că aceasta reprezintă declarație a faptului că străinii distrug cultura, în special pe acelea ale altor etnii. Conform contra-criticilor, culoarea pielii este întrucâtva diversă printre Oamenii liberi - de exemplu, unii hobbiți aveau culoarea pielii maro, iar oamenii aliați de culoare neagră a ajutat la apărarea orașului Minas Tirith. Tolkien dă dovadă de asemenea de simpatie față de oamenii care îl servesc pe Sauron; văzând cadavrul unui astfel de om, Sam Gamgee se întreabă dacă a fost „cu adevărat rău la inimă“, sau dacă a fost mai degrabă înrobit sau înșelat. Declinul númenóreenilor este de asemenea cauzat de mulți factori, precum propria lor mândrie sau dorință de putere. Această interpretare rasistă este de asemenea văzută drept nepotrivită față de convingerile personale ale lui Tolkien. În scrisori private, Tolkien a denunțat nazismul drept „o doctrină rasistă“ și antisemitismul drept „în întregime dăunător și neștiințific“, iar apartheidul, „oribil“. L-a denunțat de asemenea pe ultimul și în scrisoarea de rămas bun adresată Universității Oxford în 1959.

## Adaptări

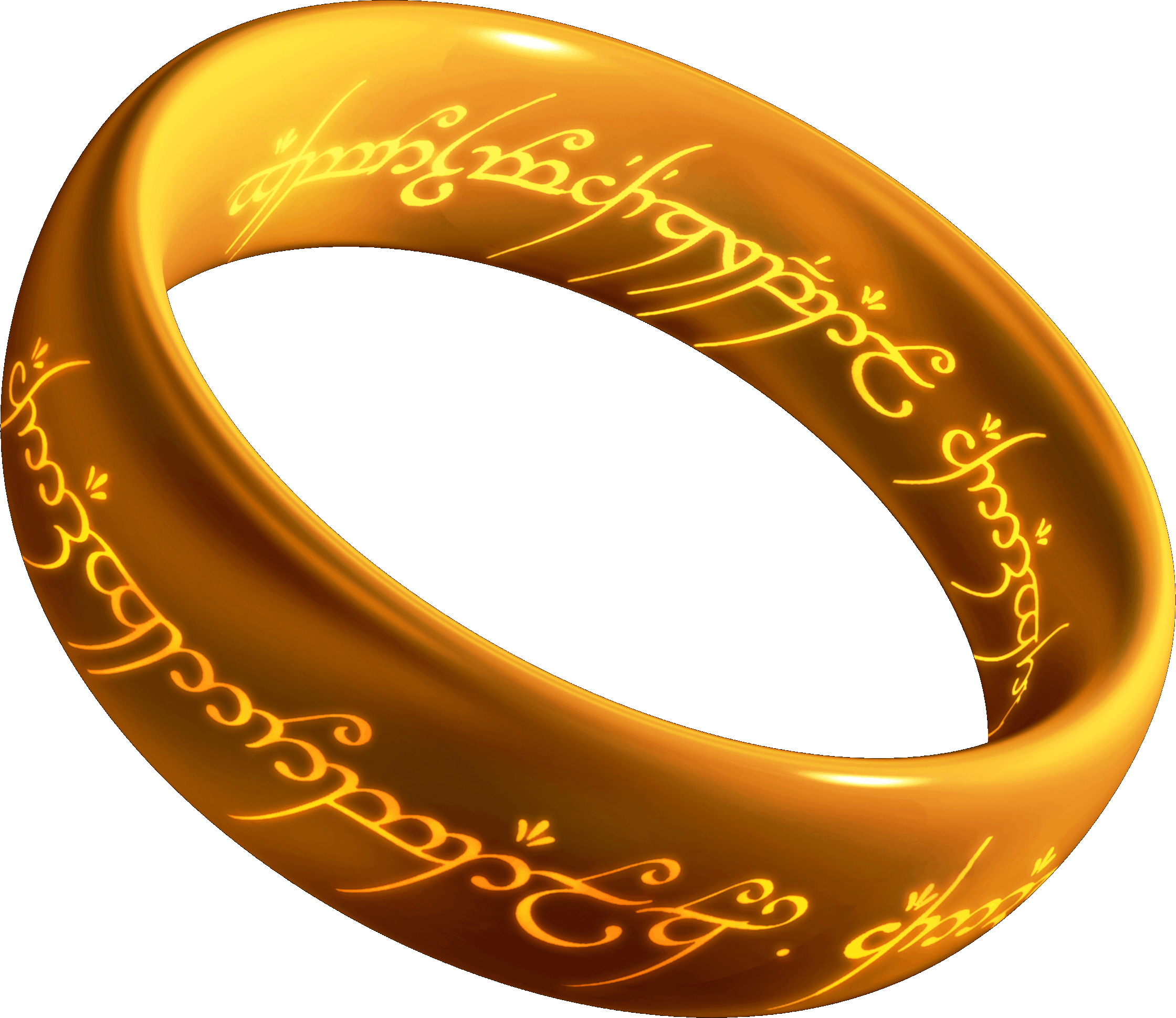
Inelul folosit în trilogia Stăpânul inelelor, creat de către Peter Jackson

Stăpânul inelelor a fost adaptat în cinematografie, radio și teatru de multe ori.
Cartea a fost adaptată pentru radio de patru ori. În 1955 și 1956, British Broadcasting Corporation (BBC) a difuzat Stăpânul inelelor, o adaptare de douăsprezece părți a romanului. În anii 1960, postul radio WBAI din New York a produs o scurtă adaptare. O dramatizare a Stăpânului inelelor a fost difuzată la posturile radio din Statele Unite în anul 1979, fiind înregistrată de către ascultători pe CD-uri și benzi. În anul 1981, BBC a produs o nouă interpretare a Stăpânului inelelor formată din douăzeci și șase de episoade, fiecare având o jumătate de oră.
Trei adaptări cinematografice au fost făcute de-a lungul timpului. Prima, numită J. R. R. Tolkien's The Lord of the Rings a fost creată de către animatorul Ralph Bakshi și este prima parte din ceea ce inițial a vrut să fie o adaptare de două părți a poveștii (titlul său inițial fiind Stăpânului inelelor partea 1. Aceasta acoperă romanele Frăția inelului și Cele Două Turnuri. Ce-a de-a doua adaptare, Întoarcerea Regelui a fost făcută în anul 1980 de către Rankin-Bass și este un desen animat. Rankin-Bass a produs o versiune similară a Hobbitului, în 1977. Cea de-a treia adaptare a fost regizată de către Peter Jackson și reprezintă o trilogie captivantă. Trilogia Stăpânului inelelor a fost produsă de către New Line Cinema și a fost lansată în trei părți: Stăpânului inelelor: Frăția inelului(2001), Stăpânului inelelor: Cele Două Turnuri(2002), Stăpânului inelelor: Întoarcerea Regelui(2003). Ultima parte a trilogiei a devenit unul dintre cele două filme care a obținut încasări de peste un miliard de dolari, alături de Titanic.  Asemenea acestuia a obținut 11 premii Oscar, incluzând categoriile pentru cel mai bun film și cel mai bun regizor. Această trilogie a readus în atenția publicului romanul lui Tolkien.
În anul 1990, Recorded Books a publicat o versiune audio a cărților. Compania l-a angajat pe actorul britanic Rob Inglis, care a mai avut roluri în Hobbitul, pentru a deveni „vocea“ romanului. Inglis a citit cărțile, folosind voci diferite pentru fiecare personaj și a cântat toate cântecele. Tolkien a compus melodii pentru unele cântece incluse în carte, în rest Inglis a fost nevoit să compună alături de Claudia Howard melodii suplimentare. Versiunea actuală este ISBN 1-4025-1627-4.
Cartea a fost adaptată de câteva ori pentru piese de teatru. Adaptări complete ale romanului au fost făcute în Cincinnati, Ohio, Statele Unite. 
Un musical a fost creat în anul 2006 pe scena din Toronto, Ontario, Canada în anul 2006, iar un al doilea a fost creat în Londra în luna mai a anului 2007.

## Moștenire

### Influențe asupra genului fantastic
Din pricina enormei popularități obținute de către romanele lui Tolkien, cererea pieței pentru genul fantastic a crescut. În principiu mulțumită Stăpânului inelelor, acest gen literar a înflorit de-a lungul anilor 1960. Multe alte cărți având teme asemănătoare au fost publicate, incluzând Earthsea cărți scrise de către Ursula K. Le Guin, The Riftwar Saga de Raymond Feist, The Belgariad de David Eddings, The Sword of Shannara de Terry Brooks, nuvelele lui Thomas Covenant despre Stephen R. Donaldson; „Wheel of Time“ cărți scrise de către Robert Jordan și în cazul seriei Gormenghast de Mervyn Peake și The Worm Ouroboros de E. R. Eddison, rediscovered.
De asemenea, în anii 1960 a existat un schimb de influențe între genul fantastic și cel științifico fantastic. În acest fel, cartea Stăpânul inelelor a avut o influență puternică asupra unor scriitori precum Frank Herbert sau Arthur C. Clarke și a unor producători precum George Lucas.
Trilogia a influențat și dezvoltarea industriei jocurilor video, care a dobândit popularitate în anii 1070 cu jocul Dungeons & Dragons, în care apar multe dintre ființele prezente în cărțile lui Tolkien. Cele mai notabile dintre acestea sunt: hobbiții, elfii, gnomii, orcii, dragonii. Totuși, Gary Gygax, principalul producător al jocului, a declarat că a fost foarte puțin influențat de către Stăpânul inelelor și că a inclus aceste elemente pentru a atrage atenția asupra muncii sale. Industria jocurilor video a fost influențată însă puternic de către romanele lui Tolkien, iar nume precum Warcraft sau EverQuest reprezintă doar două dintre multele jocuri fantastice. De asemenea, au fost create jocuri ce se desfășoară pe Pământul de Mijloc.
De asemenea, romanul a influențat mai mult sau mai puțin și alte câmpuri artistice. Termenul Tolkienesc este folosit pentru a face referire la abuzul creat asupra liniei poveștii Stăpânul inelelor : în care un grup de aventurieri pleacă pentru a salva o lume fantastică de armata unui lord întunecat (această poveste a devenit un tipar pentru unele povești). Acest termen este un atestat pentru a dovedi cât a crescut popularitatea acestor cărți, deși mulți critici au descris-o ca pe o poveste de adormit copii. Romanul a ajutat și la popularizarea pluralelor unor cuvinte precum elf sau elfi în limba engleză.

### Impactul în cultura populară
Stăpânul inelelor a avut un efect profund asupra culturii populare încă de la apariția sa, în anii 1950, în special în 1960 și 1970, când tinerii au primit romanul drept o poveste - „Frodo Trăiește!“ și „Gandalf președinte“ fiind două fraze foarte populare în rândurile fanilor lui Tolkien. Exemple mult mai recente constituie jocuri precum șah sau Monopoly și parodii precum Bored of the Rings, Lord of the Beans, episodul South Park: The Return of the Fellowship of the Ring to the Two Towers și musicalul revistei Mad Magazine, intitulat „The Ring And I“. Din pricina popularității obținute de către filmele lui Peter Jackson, influența romanului a rămas puternică și în prezent.
Cartea, și celelalte lucrări ale lui Tolkien i-a influențat pe mulți muzicieni. Formațiile rock ale anilor 1970 au fost inspirate din punct de vedere muzical și textual de către poveștile fantastice ale acelor timpuri. Trupa britanică Led Zeppelin este probabil, grupul cunoscut drept cel mai influențat de opera lui Tolkien. Mai târziu, în anii 80 și 90, câteva trupe metal (în principal nordice) au fost inspirate de către partea întunecată și malefică a romanului. Printre acestea se numără formația germană Blind Guardian, grupul austriac Summoning și trupa finlandeză Nightwish. Mai mult, unele trupe de metal și-au luat nume din poveste (Burzum, Gorgoroth, Uruk-hai, Balrog, Fangorn, Amon Amarth, Ephel Duath and Cirith Ungol de exemplu), iar membrii unor formații au preluat numele unor personaje, precum Count Grishnackh și Shagrath. Chitaristul anilor 1960, Steve Took și-a ales acest pseudonim în onoarea personajului Peregrin Took. Formațiile Iluvatar și Isildur' Bane, ce cântă rock progresiv, împrumută numele unor personaje din carte.
În afara sferei muzicii rock, un număr considerabil de artiști clasici și New Age au fost influențați de munca lui Tolkien. Artista New Age Enya a scris o melodie instrumentală numită „Lothlórien“ în anul 1991 și a compus două cântece pentru coloana sonoră a filmului Stăpânul inelelor: Frăția inelului, una fiind numită „May It Be“ (cântată în engleză și quenya) iar cealaltă este „Aníron“ (cântată în sindarină). Cântărețul suedez Bo Hansson a lansat un album numit „Music Inspired by Lord of the Rings“ (Muzică Inspirată de Stăpânul inelelor) în anul 1970. Ansamblul danez Tolkien a lansat cinci albume ce conțin transpuneri ale poeziilor lui J. R. R. Tolkien.